# 砂岩學府
砂岩學府（英語：Sandstone universities），是澳洲建校歷史最悠久的6所高等教育學府的雅稱；砂岩學府皆成立於第一次世界大戰前，多為各州最古老的大學，其成員包括（按成立年份）：
1. 雪梨大學（1850）
2. 墨爾本大學（1853）
3. 阿得雷德大學（1874）
4. 塔斯曼尼亞大學（1890）
5. 昆士蘭大學（1909）
6. 西澳大學（1911）

## 源由
「砂岩學府」的認定與創校年份有關；例如，除了昆士蘭大學（1909年）與西澳大學（1911年）2校，其餘4所砂岩學府皆建校於大英帝國殖民時代（即1901年以前），校內主建築皆採用砂岩為外部建材。
然而「砂岩學府」並非澳洲八校聯盟（澳洲教育部認定的重點大學）大學別稱，譬如塔斯曼尼亞大學即不屬於八大名校之列。反之，澳洲國立大學、新南威爾斯大學和蒙納許大學三所於第二次世界大戰後才創立的澳洲八大名校成員，也不算砂岩學府。
由於「砂岩學府」的認定與二大條件（即主建築的外部建材和創校年份）有關，因此設立於黃金海岸的私立邦德大學園內即使有多座砂岩建築，惟未被認定為砂岩學府，因為創校年份非於1901年以前。

## 影響力
根據澳大利亚联邦政府的統計，錄取砂岩學府的學生多來自於收入較高的家庭；畢業生日後從事的職務，收入亦較高，或任職於位階較高及影響力較廣泛的工作；行為與意識上，較青睞所謂的菁英制，與社會體系有較深遠的聯結。